# Турция на «Евровидении-2002»
Турция принимала участие в сорок седьмом выпуске телевизионного конкурса Евровидение-2002, который состоялся 25 мая на площадке Саку Суурхаль в Таллине, Эстония. Страну представляла певица Букет Бенгизу при поддержке Grup Safir с песней Leylaklar Soldu Kalbinde, написанной Фани и Самиха Ходара в соавторстве с Фигеном Чакмаком. По итогам голосования Турция заняла 16-е место из 24, набрав 29 очков. Этот результат позволил Турции принять участие на Евровидение-2003. Поэтому, Leylaklar Soldu Kalbinde стала предшественницей турецкой заявки на конкурсе 2003 года Everyway That I Can в исполнении Сертаб Эренер. Конкурс был показан TRT на канале TRT 1 с комментариями Бюленда Озверена. Глашатаем, объявлявшим очки Турции, была Мелтем Эрсан Язган.

## Предыстория
К моменту участия на конкурсе 2002 года Турция участвовала на Евровидение 23 раза с момента своего дебюта в 1975 году. При этом страна четырежды пропускала Евровидение: в 1976, 1977 и 1979 годах по политическим причинам и в 1994 году из-за низкого результата годом ранее. Самым лучшим результатом для Турции было третье место, которое они зафиксировали в 1997 году с песней Dinle в исполнении Шебнем Пакер и Grup Etnik. Самым худшим результатом для Турции было последнее место, которое они занимали трижды: в 1975, 1983 и 1987 годах. На Евровидение-2001 композиция Sevgiliye Son в исполнении Седата Юдже заняла 11-е место, заработав 41 очко.
Турецкое телевидение (TRT) отвечало за организацию и выбор отбора артиста и песни для представления страны на Евровидение. С 1975 года TRT проводило национальные отборы под названием Eurovision Şarkı Yarışması Türkiye Finali. В 2002 году данная процедура продолжала использоваться.

## До «Евровидения»

### 25. Eurovision Şarkı Yarışması Türkiye Finali
Двадцать пятый выпуск Eurovision Şarkı Yarışması Türkiye Finali состоялся 15 февраля 2002 года в телестудии TRT в Анкаре. Ведущими были Омер Ондер и Назли Мелтем Эрсан. Пять песен было представлено на национальном отборе, а победитель определялся голосами десяти членов жюри. Все они присудили победу Букет Бенгизу и её песне Leylaklar Soldu Kalbinde.
| Порядок выступления | Исполнитель     | Название песни              | Автор(ы)                                | Очки | Место |
| ------------------- | --------------- | --------------------------- | --------------------------------------- | ---- | ----- |
| 1                   | Букет Бенгизу   | Leylaklar Soldu Kalbinde    | Самих Ходара, Фани Ходара, Фиген Чакмак | 10   | 1     |
| 2                   | Grup Dolunay    | Güneş Doğarken              | Акын Байрактороглу                      | 0    | 2     |
| 3                   | Айча Дёнмез     | Sarıl Bana                  | Айча Дёнмез                             | 0    | 2     |
| 4                   | Дженк Йелез     | Son Şans                    | Дженк Йелез                             | 0    | 2     |
| 5                   | Семих Байрактар | Ne Olursun Bir Şeyler Söyle | Семих Байрактар                         | 0    | 2     |

## На «Евровидении»
В 2002 году Европейский вещательный союз внёс изменения в правила о квалификации стран. Согласно новелле, список стран-участниц Евровидения-2002 состоит из страны-победительницы прошлого года, стран-членов клуба «большой четвёрки» (Великобритании, Германии, Испании и Франции), 13 стран, занявших высокие места по итогам предыдущего конкурса и «пассивных участников» 2001 года. Поскольку Турция финишировала по итогам прошлого года одиннадцатой, следовательно, она допускалась к участию. Букет Бенгизу и Grup Safir выступали под номером 19, между Германией и Мальтой. Специально для участия в Евровидение, конкурсная заявка Leylaklar Soldu Kalbinde была исполнена на смеси турецкого и английского языков, как это осуществлялось с 2000 года. По итогам голосования Турция заняла 16-е место из 24, набрав 29 очков. Этот результат позволил Турции принять участие на Евровидение-2003. Начиная с 1998 года страны-участницы конкурса стали переходить на телеголосование вместо голосования жюри. На Евровидение-2002 Турция была одной из пяти стран, которая продолжала использовать голоса жюри. 12 очков турецкое жюри присудило Австрии и ни одного очка России. Россия не присудила Турции ни одного очка.

### Голосование
| Очки      | Страна              |
| --------- | ------------------- |
| 12 баллов |                     |
| 10 баллов |                     |
| 8 баллов  | - Македония         |
| 7 баллов  | - Румыния - Франция |
| 6 баллов  |                     |
| 5 баллов  |                     |
| 4 балла   | - Испания           |
| 3 балла   | - Хорватия          |
| 2 балла   |                     |
| 1 балл    |                     |

| Очки      | Страна         |
| --------- | -------------- |
| 12 баллов | Австрия        |
| 10 баллов | Бельгия        |
| 8 баллов  | Эстония        |
| 7 баллов  | Румыния        |
| 6 баллов  | Латвия         |
| 5 баллов  | Мальта         |
| 4 балла   | Швеция         |
| 3 балла   | Германия       |
| 2 балла   | Великобритания |
| 1 балл    | Дания          |